# 吉川団地
吉川団地（よしかわだんち）は、埼玉県吉川市の町名。郵便番号は342-0054。

## 概要
吉川駅から北に1 kmほどに位置する。吉川団地の造成により地名も成立した。地域の西端を二郷半領用水が流れる。

## 沿革
- 1973年（昭和48年）
  - 2月2日 - 住宅公団により吉川団地の入居募集が行われるも、都心から遠いことが災いして競争率が0.5倍となる。住宅難の中で記録的な低競争率であった[4]。
  - 3月1日 - 住居表示の実施に伴ない、大字吉川と大字関の各一部から吉川団地が成立[5]。

## 世帯数と人口
2017年（平成29年）10月1日現在の世帯数と人口は以下の通りである。
| 町丁     | 世帯数    | 人口    |
| -------- | --------- | ------- |
| 吉川団地 | 1,951世帯 | 3,760人 |

## 小・中学校の学区
市立小・中学校に通う場合、学区は以下の通りとなる。
| 番地 | 小学校           | 中学校             |
| ---- | ---------------- | ------------------ |
| 全域 | 吉川市立関小学校 | 吉川市立中央中学校 |

## 施設
- 吉川団地
- 吉川市立関小学校
- 吉川団地保育園
- クモの巣公園